# John Hamilton-Gordon
John Hamilton-Gordon né le 3 août 1847 à Édimbourg (Écosse) et mort le 7 mars 1934 à Tarland, dans l'Aberdeenshire (Écosse), 7e comte d'Aberdeen et 1er marquis d'Aberdeen et Temair, est un homme d'État. Il est nommé Lord lieutenant d'Irlande en 1886 puis devint le septième gouverneur général du Canada.

## Biographie
Il est le troisième et dernier fils de George John James Hamilton-Gordon (1816-1864), 5e comte d'Aberdeen, et de Mary Baillie († 1900). Il change son patronyme de Hamilton-Gordon à Gordon en 1900[réf. nécessaire].
Il est marié à la féministe Ishbel Hamilton-Gordon.

## Publications
Hamilton-Gordon publie en 1929 chez l'éditeur écossais Valentine and Sons un recueil de plaisanteries intitulé Jokes cracked by Lord Aberdeen. Ce livre, d'une absence d'humour déroutante et considéré comme le pire livre d'anecdotes jamais publié, devient à ce titre très recherché. Il est réédité en fac-similé par Harper Collins en 2013,.